# جون كليمنتس
جون كليمنتس (بالإنجليزية: John Clements)‏ (1867 بنوتنغهام في المملكة المتحدة - 1945) هو لاعب كرة قدم بريطاني (وحمل سابقاً جنسية المملكة المتحدة لبريطانيا العظمى وأيرلندا) في مركز الدفاع. لعب مع مانشستر يونايتد ونوتس كاونتي ونيوكاسل يونايتد ونادي روذرهام تاون.